# Skua Island (Antarktika)
Skua Island (spanisch Islote Skúa) ist eine grob dreieckige Insel in der Gruppe der Argentinischen Inseln des Wilhelm-Archipels westlich der Antarktischen Halbinsel. Sie liegt zwischen Black Island im Südwesten und Winter Island sowie der Galíndez-Insel im Norden und Nordosten.
Kartiert und benannt wurde die Insel bei der British Graham Land Expedition (1934–1937) unter der Leitung des australischen Polarforschers John Rymill. Namensgebend sind die auf der Insel anzutreffenden Antarktikskuas (Stercorarius maccormicki).